# Долина Аосте
Долина Аосте је планинска регија у северозападној Италији. Граничи се са Француском на западу, Швајцарском на северу и регијом Пијемонт на југу и истоку. Заузима површину од 3.263 km² и има по процени из 2006. 123.978 становника. Најмања је регија у Италији и са најмање становништва. Главни град је Аоста. У појединим насељима се говори француски језик. Регија има посебан аутономни статус у Италији. Вековима је имала стратешки значај због прелаза према Швајцарској и Француској.

## Географија
Долина Аосте је алпска долина, чији планински обронци иду према великим врховима Мон Блан и Матерхорн. Прелаз Велики Сан Бернард је прелаз према Швајцарској, а прелаз Мали Сан Барнард је прелаз према Француској.

## Историја
Први становници долине Аосте су били Келти и Лигури. Рим је освојио подручје око 25. п. н. е. и основао је Аосту, да би осигурао стратешке планинске прелазе, које су осигурали са мостовима и цестама. Након римске власти долина је сачувала традицију аутономије, посебно због сезонске изолације.
Након пада Западнога римскога царства Бургунди и Остроготи су држали подручје, али то је била лабава власт. Најпре су владали Бургундски краљеви од 443. до 523, када су Остроготи освојили подручје. Византија осваја подручје 550. Након кратке власти Аоста долази 569. под Лангобарде, а 575. под Франке. Након поделе Франачке међу наследницима Карла Великога долази 879. под власт Босе од Провансе. тј. дела краљевине доње Бургундије, која је постала део Краљевине Арл. Оснивач Савојске династије Хумберт I Бјелоруки је 1031 — 1032. добио титулу гроф Аосте од цара Конрада II. Свети Анселмо од Кантерберија је рођен у Аости 1033. или 1034. Регија је била подељена јако утврђеним замковима. Томас I Савојски је 1191. Аости дао повељу, којом јој гарантује аутономију. Та аутономна права Аоста је одржала све до 1770, када је јаче везана за Пијемонт.
У 13. веку цар Фридрих II је грофовију Аоста прогласио војводством Аоста. Подручје је остало савојска земља, са изузетком француске окупације од 1539 — 1563. За време средњега века подручје је било изразито феудално са много замкова. У 12. и 13. веку успостављене су и немачке Валзер заједнице.
Током Наполеонове ере подручје је било под француском влашћу и поново су се појављивали захтеви за аутономијом. За време Мусолинија одвијао се процес насилне италијанизације, укључујући и трансфер становништва становника Аосте у Пијемонт и Италијана у Аосту. Аоста је 1948. добила аутономију.

## Економија
Аоста је остала пољопривредно подручје до изградње брана са хидроелектанама, којима је стварана електрична енергија. Након тога у подручју су се појавили погони металне индустрије. Данас је ту велики центар за зимске спортове, а најчувенији је Курмајер. Данас је Аоста поред Великог и Малога Сан Бернарда повезана и са Шамонијем у Француској тунелом кроз Мон Блан.

## Демографија
Италијански и француски су службени језици, али италијански се најшире говори. Једном давно Франкопровенсалски (арпитански) језик је био најшире кориштен и то не само у долини Аосте, него и у Савоју, Бреси и Лиону, као и у Јури. Регионални дијалект арпитанскога се назива валдотен (фр. Valdôtain). Највише говорника тога угроженога арпитанскога језика налази се у долини Аосте. Становници Гресоне Сен Жан, Гресоне Ла Трините и Исим говоре немачки и валсер.
| - Авиз (Avise) - Ален (Allein) - Анте-Сент-Андре (Antey-Saint-André) - Аоста (итал. Aosta, фр. ) - Арвје (Arvier) - Арна (Arnad) - Ајас (Ayas) - Бар (Bard) - Брисоњ (Brissogne) - Брисон (Brusson) - Бјона (Bionaz) - Валгризанш (Valgrisenche) - Валпелин (Valpelline) - Валсаваранш (Valsavarenche) - Валтурнанш (Valtournenche) - Вереј (Verrayes) - Верес (Verrès) - Вилнев (Villeneuve) - Габи (Gaby) - Гресан (Gressan) - Гресоне Ла Трините (Gressoney-La-Trinité) - Гресоне Сен Жан (Gressoney-Saint-Jean) - Донас (Donnas) - Ду (Doues) - Емавил (Aymavilles) - Емарез (Émarèse) - Ентро (Introd) - Етрубл (Étroubles) - Жињо (Gignod) | - Жовансан (Jovençan) - Исим (Issime) - Исоњ (Issogne) - Кар (Quart) - Коњ (Cogne) - Курмајор (Courmayeur) - Лилијан (Lillianes) - Ла Маделен (La Magdeleine) - Ла Сал (La Salle) - Ла Туј (La Thuile) - Монжове (Montjovet) - Морже (Morgex) - Нис (Nus) - Ојас (Oyace) - Оломон (Ollomont) - Он (Hône) - Перло (Perloz) - Полен (Pollein) - Пон Сен Мартен (Pont-Saint-Martin) - Понбозе (Pontboset) - Понте (Pontey) - Пре Сен Дидје (Pré-Saint-Didier) - Рем Нотр Дам (Rhêmes-Notre-Dame) - Рем Сен Жорж (Rhêmes-Saint-Georges) - Руазан (Roisan) | - Сар (Sarre) - Сен-Венсан (Saint-Vincent) - Сен-Дени (Saint-Denis) - Сен-Кристоф (Saint-Christophe) - Сен-Марсель (Saint-Marcel) - Сен-Никола (Saint-Nicolas) - Сен-Пьер (Saint-Pierre) - Сен Реми ан Бос (Saint-Rhémy-en-Bosses) - Сент-Уајен (Saint-Oyen) - Торњон (Torgnon) - Фенис (Fénis) - Фонтенмор (Fontainemore) - Шалан Сент Анселм (Challand-Saint-Anselme) - Шалан Сен Виктор (Challand-Saint-Victor) - Шамбав (Chambave) - Шандепра (Champdepraz) - Шампорше (Champorcher) - Шамуа (Chamois) - Шарвансо (Charvensod) - Шатијон (Châtillon) |